# باتريك رايشلت
باتريك رايشلت (بالألمانية: Patrick Reichelt؛ تُلفظ بالألمانية: [ˈpatʁɪk ˈʁaɪ̯çl̩t]؛ 15 يونيو 1988 ببرلين في ألمانيا - ) هو لاعب كرة قدم ألماني المولد فلبيني في مركز الوسط. شارك مع منتخب الفلبين لكرة القدم. أما مع النوادي، فقد لعب مع إنيرجي كوتبوس ونادي سيريس–نيغروس ونادي غلوبال وTSG Neustrelitz ‏ ونادي بورت وFüchse Berlin Reinickendorf ‏.

## وصلات خارجية
- باتريك رايشلت على موقع قاعدة بيانات كرة القدم.إي يو (الإنجليزية)
- باتريك رايشلت على موقع ناشيونال فوتبول تيمز (الإنجليزية)
- باتريك رايشلت على موقع Soccerway.com (الإنجليزية)
- باتريك رايشلت على موقع عالم كرة القدم.نت (الإنجليزية)